# グムンデン - フォルヒドルフ線

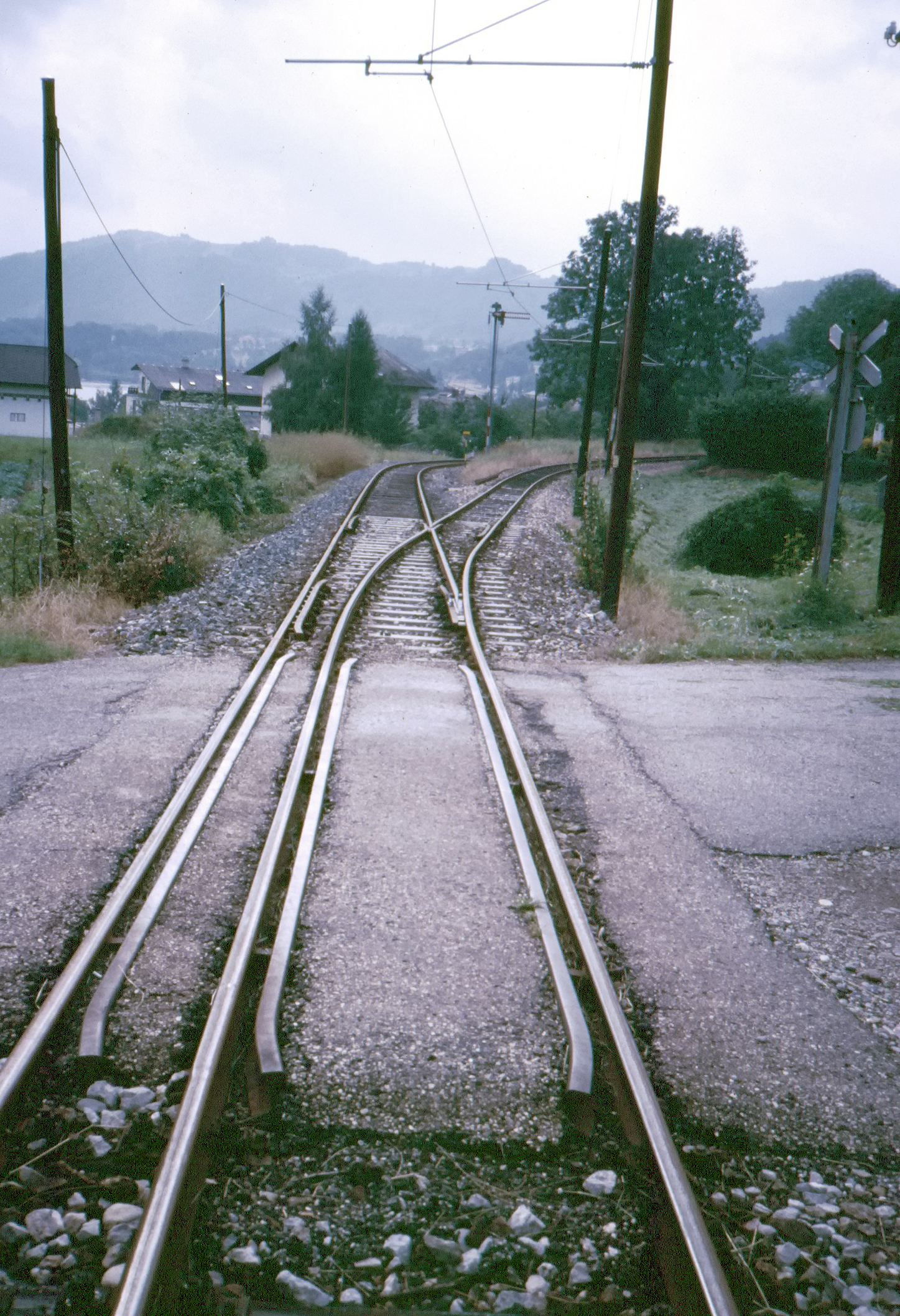
レンベルクヴェーク駅-グムンデンゼー駅間の三線軌条（1986年）

グムンデン - フォルヒドルフ線（グムンデン - フォルヒドルフせん、Lokalbahn Gmunden–Vorchdorf）は、オーストリアのオーバーエスターライヒ州を走る鉄道路線である。路線番号は161。グムンデン市電と一体的に運行されている。

## 歴史
2018年9月1日にグムンデン市電（当時174号線）のフランツ・ヨーゼフ・プラッツ駅 - クロースタープラッツ駅間が開業し、グムンデン市電との直通運転を開始した。
当線の併用軌道区間であったクロースタープラッツ駅 - グムンデン・ゼー駅間はグムンデン市電に編入された。かつて、ラートハウスプラッツ駅にオーストリア国鉄ランバッハ - グムンデン線の前身となったブドヴァイス-リンツ-グムンデン馬車鉄道の終点があり、グムンデン市電のラートハウスプラッツ駅とエンゲルホーフ・ロカールバーン駅の間のルートは馬車鉄道のルートと類似している。
2019年度のダイヤで、グムンデン市電も161号線に編入された。

## 運行形態
- グムンデン・ゼー - フォルヒドルフ

全て各駅停車。平日30分に1本、休日1時間に1本の運行。グムンデン・ゼー - エンゲルホーフ間は本数が多く、平日毎時4本、休日毎時3本の運行となる。平日は、一部がランバッハ - フォルヒドルフ・エッゲンベルク線と接続する。
2015年以前は、クロースタープラッツ - フォルヒドルフ間の運行であった。平日は午前中1時間に1本、午後1時間に2本（クロースタープラッツ - グムンデン・ゼー間は1時間に1本）の運行であった。土曜日は1時間に1本、休日は2時間に1本の運行であった。2015年末に、グムンデン・ゼー止まりの列車の大部分がクロースタープラッツまで延伸された。2018年9月に、グムンデン市電がクロースタープラッツまで延伸され、直通運転を開始。エンゲルホーフ以西は大増発、エンゲルホーフ以東も増発され、現在の本数となった。

## 駅一覧
以下では、グムンデン・ゼー - フォルヒドルフの駅と営業キロ、停車列車、接続路線などを示す。
| 路線名 | 駅名                                   | 駅間営業キロ | 接続路線                                                     | 所在地                   | 所在地       |
| ------ | -------------------------------------- | ------------ | ------------------------------------------------------------ | ------------------------ | ------------ |
| 161    | グムンデン・ゼー駅                     |              | グムンデン市電 グムンデン方面                                | オーバーエスターライヒ州 | グムンデン郡 |
| 161    | グムンデン・シュロス・ヴァイヤー駅 (*) | 0.7          |                                                              | オーバーエスターライヒ州 | グムンデン郡 |
| 161    | レンベルクヴェーク駅                   | 0.7          |                                                              | オーバーエスターライヒ州 | グムンデン郡 |
| 161    | エンゲルホーフ・ロカールバーン駅       | 0.7          |                                                              | オーバーエスターライヒ州 | グムンデン郡 |
| 161    | バウムガルテン＝ヴァルトバッハ駅       | 1.1          |                                                              | オーバーエスターライヒ州 | グムンデン郡 |
| 161    | ウンターム・ヴァルト駅                 | 0.7          |                                                              | オーバーエスターライヒ州 | グムンデン郡 |
| 161    | グシュヴァント＝ラーベスベルク駅       | 0.7          |                                                              | オーバーエスターライヒ州 | グムンデン郡 |
| 161    | グシュヴァント・シューレ駅             | 0.5          |                                                              | オーバーエスターライヒ州 | グムンデン郡 |
| 161    | ノイフプ駅                             | 1.2          |                                                              | オーバーエスターライヒ州 | グムンデン郡 |
| 161    | カール・ツノイフプ駅                   | 0.9          |                                                              | オーバーエスターライヒ州 | グムンデン郡 |
| 161    | アイゼンガッターン駅                   | 1.3          |                                                              | オーバーエスターライヒ州 | グムンデン郡 |
| 161    | ライツィング駅                         | 1.6          |                                                              | オーバーエスターライヒ州 | グムンデン郡 |
| 161    | キルヒハム・オルト駅                   | 0.9          |                                                              | オーバーエスターライヒ州 | グムンデン郡 |
| 161    | キルヒハム駅                           | 0.5          |                                                              | オーバーエスターライヒ州 | グムンデン郡 |
| 161    | ファルケンオーレン駅                   | 1.5          |                                                              | オーバーエスターライヒ州 | グムンデン郡 |
| 161    | ヴァイダッハ駅                         | 0.3          |                                                              | オーバーエスターライヒ州 | グムンデン郡 |
| 161    | シュロス・エッゲンベルク駅             | 0.9          |                                                              | オーバーエスターライヒ州 | グムンデン郡 |
| 161    | フォルヒドルフ駅                       | 0.8          | ランバッハ - フォルヒドルフ・エッゲンベルク線 ランバッハ方面 | オーバーエスターライヒ州 | グムンデン郡 |

(*) 2018年9月開業